# 한성대학교
한성대학교(漢城大學校, Hansung University)는 대한민국 서울특별시 성북구의 사립 대학이다.

## 연혁
- 1945.9.25 경성여자기예학교 인수
- 1945.10.5 재단법인 한성학원 설립
- 1946.4.9 한성고등여학교 인가
- 1951.8.11 한성여자 중ㆍ고등학교로 교명 변경
- 1963.12.7 실내체육관 준공
- 1972.12.21 한성여자대학 설립
- 1978.1.11 한성여자대학을 한성대학으로 교명 변경
- 1981.12.29 종합관 준공
- 1983.10.5 학생복지관 기공식 거행
- 1985.12.4 R.O.T.C 창설
- 1986.7 교사 확장 이전
- 1987.8.25 우촌관 준공
- 1987.11.30 경영행정대학원 설립 인가
- 1988.11.30 경영대학원, 행정대학원 분리 증원
- 1989.11.6 일반대학원 신설
- 1990.2.27 과학관 준공 및 전자계산소 개소
- 1991.6.14 농경생활사 전시관 개관
- 1991.11.29 한성학원 상징탑 준공
- 1993.3.1 종합대학교 승격
- 1993.10 예술대학원 설립
- 1995.10 국제통상정보대학원 설립
- 1996.10 6개학부, 16전공, 14개학과 입학정원 1,230명
- 1998.11 부동산학과 신설 예술대학원 패션예술학과 신설 대학편제 6개학부, 16전공, 15학과, 입학정원 1,620명
- 1999.1 야간정원 30% 주간 전환 주간 960명 야간 660명 모집
- 1999.3.6 강의동 준공
- 1999.11 국제통상 정보대학원을 국제대학원으로 개편, 대학원 석사/박사 증원
- 2000.2.7 부동산대학원 신설
- 2000.10 교육대학원 신설
- 2001.9.22 대학로 캠퍼스(現 한성대학교 디자인아트평생교육원 건물) 매입
- 2001.10.24 교수회관,도서관,학생회관별관 기공식
- 2004.6.14 사회과학대학 일부학부(정경학부,경상학부), 공과대학 전체학부를 학과로 전환
- 2005.2 낙산관 준공
- 2015년 : 교육부 대학구조개혁평가 결과 D+등급[3]
- 2016. 6.30 종합관(상상관) 사용허가
- 2016.11.3 상상관 및 아키비움 개관
- 2017년 : 교육부 대학구조개혁평가 2차년도 이행점검 결과 재정지원제한 완전 해제[4]
- 2018년 : 교육부 2주기 대학기본역량진단 자율대학 선정

## 같이 보기
- 대한민국의 대학 목록